# Der weite Himmel. The Big Sky
Der weite Himmel. The Big Sky ist ein Westernroman von A. B. Guthrie Junior, erschienen 1947. Er ist der erste einer Reihe vom Autor verfasster Romane zum Thema der Eroberung des amerikanischen Westens, insbesondere Montana, durch weiße Siedler ab den 1830er Jahren. Auf Deutsch erschien der Roman in der Übersetzung durch Teja Schwaner erstmals 1974.

## Handlung
Boone Caudill, 17 Jahre, breite Schultern, lebt in der weiteren Umgebung von Frankfort/Kentucky. Er leidet unter seinem gewalttätigen Vater. Bei einer Auseinandersetzung mit ihm verletzt er diesen und flieht mit dessen Gewehr. Er macht sich auf den Weg, um so den Erzählungen dem Bruder seiner Mutter Zeb Calloway vom sogenannten Indianerland im Westen zu folgen. Der Roman erzählt in fünf Kapiteln jeweils einen Abschnitt aus dem Leben von Caudill in den Jahren von 1830 bis 1843.
Auf dem Weg nach Westen trifft Caudill den 25 oder 30 Jahre alten Jim Deakins, der mit einem Mauleselkarren einen Leichnam zu einem Bestatter nach St. Louisville transportieren soll. Jim Deakins hat „milde blaue Augen“, und sein Wesen ist „offen und freundlich“. Die beiden verstehen sich und setzen gemeinsam die Reise fort. In Louisville, einem Ort „emsig wie ein Ameisenhaufen“, trifft Caudill auf seinen Vater, der sein Gewehr wieder haben will. Die beiden Freunde werden voneinander getrennt, als Caudill auf der Flucht vor seinem Vater in den Fluss springt und dann mit einem Boot weiterfahren muss. Deakins kann seinem Freund gerade noch zurufen, in St. Louis auf ihn zu warten. Die beiden hatten zuvor bereits verabredet, von St. Louis aus in den Westen zu fahren. Caudill wird indes auf seiner weiteren Reise das Gewehr gestohlen. In Paoli trifft er auf den Dieb und will sich von diesem sein Gewehr wieder holen. Es kommt zu einem Kampf, doch der Dieb kann den Sheriff und das Gericht davon überzeugen, dass Caudill das Gewehr nicht gehören würde. Somit kommt Caudill ins Gefängnis. Deakins reist zwischenzeitlich ebenfalls durch Paoli, hört von dieser Geschichte, vermutet seinen Freund dahinter und kann diesen schließlich aus dem Gefängnis befreien.
In St. Louis angekommen, suchen sie drei Wochen lang eine Möglichkeit, auf dem Missouri in Richtung Westen zu kommen. Sie heuern schließlich auf dem Kielboot Mandan an, das unter dem Kommando des Franzosen Jourdonnais zum Land der Schwarzfußindianer fährt. Die Mandan hat Alkohol und Waffen an Bord, mit denen bei den Indianern ein gewinnträchtiges Geschäft gemacht werden kann. Die junge Tochter eines Häuptlings, Teal Eye, soll als Trumpf für die erhofften Verhandlungen bei den Schwarzfußindianern dienen. Keinem an Bord ist es gestattet, Teal Eye nahe zu treten. Die Fahrt auf dem Missouri ist risikoreich. Handelsgesellschaft, Forts der Union, Briten und Indianer können das Vorhaben scheitern lassen. Auch die Gewässer des Missouri bergen Gefahren. Doch die Mannschaft der Mandan kann zunächst den Herausforderungen trotzen. Im Fort Union trifft Caudill auf seinen Onkel Zeb Calloway. Hier wird ihnen, nachdem zuvor zwei Männer ihr Boot anzünden wollten, angeboten, auf die Weiterfahrt zu verzichten und ihre Ware dem Fort zu verkaufen: Indianer sind unberechenbar. Doch Jourdonnais will sich das erhoffte Geschäft kurz vor dem Ziel nicht nehmen lassen. Das Boot kommt dem Land der Schwarzfußindianer näher. Doch eines Nachts verschwindet Teal Eye. Die Männer hoffen immer noch auf gutes Geschäft, gehen vor Anker und beginnen mit dem Bau eines Forts. Nach drei Tagen werden sie jedoch von Indianern angegriffen. Es kommt zum Massaker an der Besatzung der Mandan. Caudill, Deakins und Dick Summers, mit dem sich Caudill auf der Fahrt angefreundet hat, können hingegen ihre Leben retten.
Die nächsten sieben Jahre leben die drei Freunde, Caudill, Deakins und Summer, als sogenannte Mountain Men, im Gebirge des späteren Montana und Wyoming. Sie leben von der Bieberjagd und dem Verkauf von deren Pelzen, u. a. auf Märkten, dem sog. Rendezvous am Oberlauf des Seeds-Kee-Dee Flusses. Sie führen ein Leben ohne die Regeln der Zivilisation, an Flüssen und in Bergen und ernähren sich von unverfälschtem Fleisch und Wasser. Gott spielt in ihrem Dasein keine Rolle. Caudill ist stark wie ein Bulle geworden. Er nimmt sich, was ihm gefällt, handelt erst und denkt später. Während einer ihrer Jagden treffen sie auf Poordevil, einem Schwarzfußindianer, der sie von nun an begleitet. Nur Summers verlässt seine Freunde nach sieben Jahren, da ihm ein sesshaftes Leben als Farmer mehr zusagt. Auch Caudill scheint sich zu verändern: Er denkt an Teal Eye, der Tochter des Indianerhäuptlings auf der Mandan, und will sie zur Frau nehmen. Hierfür tötet Caudill u. a. einen Indianer des Crow-Stammes. Er gilt als Feind der Schwarzfußindianer und dessen Skalp will Caudill als Mitgift präsentieren. Caudill, Deakins und Poordevil machen sich auf die Suche nach Teal Eye. Dabei stoßen sie auf ein Lager, deren Bewohner jedoch an Pocken gestorben sind. Nur einige konnten sich retten und sind weiter nach Norden gezogen. Schließlich finden sie die Siedlung und erfahren, dass der Vater von Teal Eye, Heavy Otter, gestorben ist, jedoch Teal Eye überlebt hat. Caudill präsentiert seine Geschenke an den nächsten Angehörigen von Teal Eye, Red Horn, handelt die Heirat aus und lebt nun mit Teal Eye.
Fünf Jahre führt Caudill ein Leben wie ein Indianer am Teton-Fluss. Er ist zufrieden über sein Leben. Er braucht keine andere Frau als Teal Eye, die nun ein Kind erwartet. Caudill kennt das Land und begleitet eine Mission, die den Westen weiter erschließen möchte. Auch Deakins verlässt von Zeit zu Zeit die Indianersiedlung. Als Caudill von der Mission zurückkehrt, hat Teal Eye mittlerweile ihr Kind geboren. Das Kind ist jedoch blind. Hinzu kommt, dass Verdächtigungen die Runde machen, dass das Kind nicht seines ist. Es hat rote Haare und daher könnte Deakins dessen Vater sein. Caudill ist rasend. Caudill lauert Deakins vor dessen Rückkehr in die Siedlung auf und erschießt diesen.
Es ist Frühjahr 1843 und Caudill ist auf dem Weg zu seinem elterlichen Haus in Kentucky. Er hat Teal Eye und die Siedlung verlassen. Er nimmt hierbei die gleiche Route zurück auf dem Missouri wie er vor 13 Jahren ins Land des „Weiten Himmels“ (Big Sky) gekommen war. Er trifft auf einen Missionar, der noch nie einen Indianer getroffen hat, jedoch „Gott“ zu ihnen in den Westen bringen will. Woraufhin Caudill erklärt, dass sie ihren eigenen haben. Auch durch Paoli, wo er einst im Gefängnis saß, reist er. Bei seinen Eltern angekommen, erfährt er schließlich, dass sein Vater an Tuberkulose gestorben ist. Seinem Neffen erzählt er Geschichten, so wie es früher sein Onkel Zeb tat. Doch findet es das Leben in Kentucky langweilig. Auch weiße Frauen sind ihm fremd geworden. Schließlich erzählt ihm seine Mutter, dass sein Großvater rothaarig gewesen war. Verstört verlässt er sein Elternhaus und geht zu Summers‘ Farm nach Missouri. Hier wird ihm schnell klar, dass das Leben eines Landwirtes nichts für ihn ist. Er erzählt Summers, dass er Deakins getötet hat und flüchtet noch in derselben Nacht aus dessen Haus.

## Entstehung
Der Roman erschien 1947. Der Titel des Romans „The Big Sky“ verweist auf Montana, womit gewöhnlich dessen Land bezeichnet wird. Der Autor A. B. Guthrie, Jr. stammt aus Choteau/Montana und setzte damit auch seiner Heimat ein Denkmal.

## Verfilmung
Der Roman wurde fünf Jahre später (1952) mit den Darstellern Kirk Douglas und Dewey Martin verfilmt (The Big Sky – Der weite Himmel). Die Kerngeschichte des Romans blieb in der Verfilmung erhalten, in wesentlichen Teilen weicht der Film von der Romanhandlung jedoch ab.

## Ausgaben
- Der weite Himmel. The Big Sky. Büchergilde (1981), ISBN 978-3763225354